# Juncales
Juncales е разред покритосеменни растения, използван в някои класификационни системи. В системата Корнкуист той включва 2 семейства:
- Juncaceae – Дзукови
- Thurniaceae

В системата APG II те са включени в разред Poales.